# Gakona (rivière)
Pour les articles homonymes, voir Gakona.
La rivière Gakona est un cours d'eau d'Alaska, aux États-Unis situé dans la région de recensement de Valdez-Cordova. C'est un affluent de la rivière Copper.

## Description
Longue de 64 milles (103 km), elle prend sa source au glacier Gakona, et coule en direction du sud, jusqu'à Gakona où elle se jette dans là rivière Copper à 16 milles (26 km) au nord-est de Glennallen.

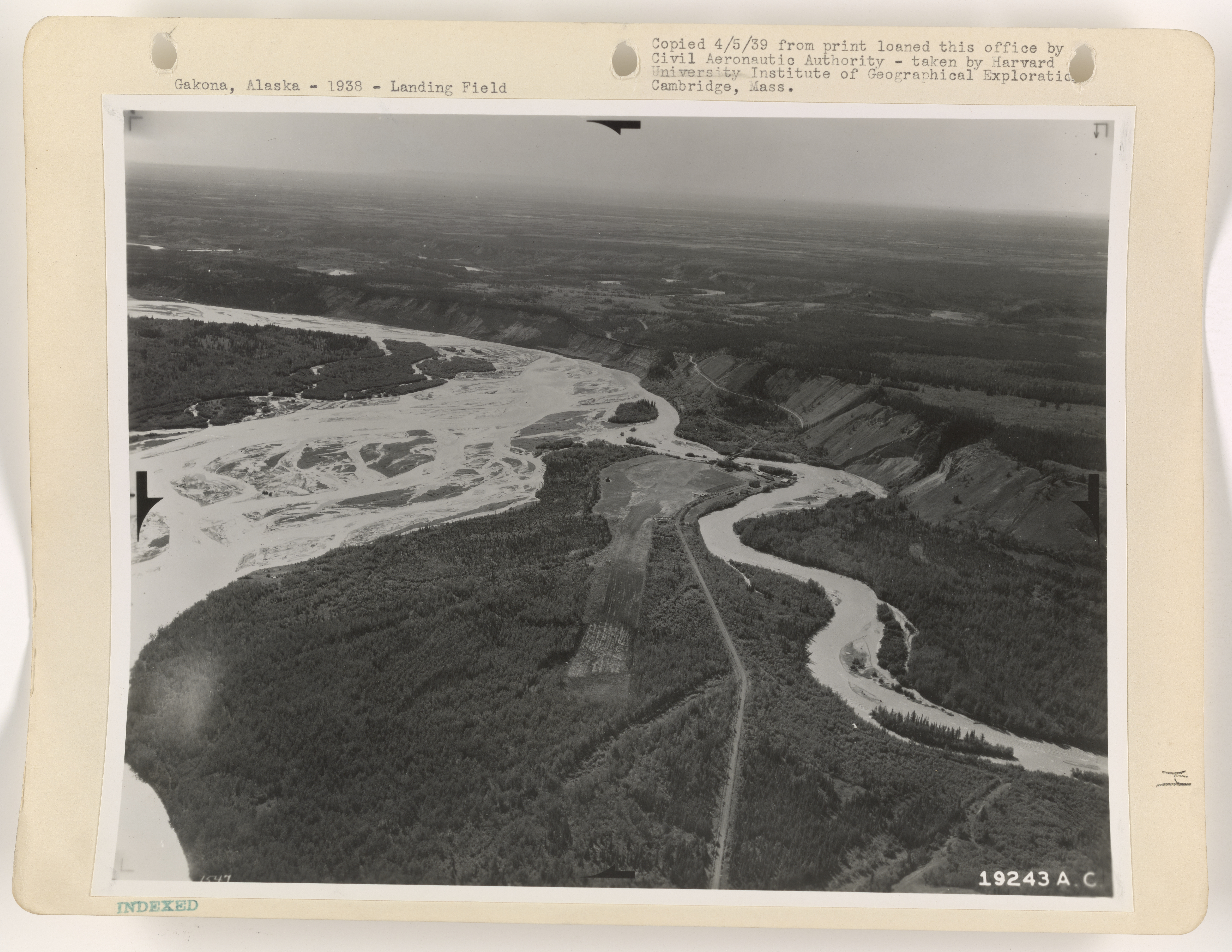
Piste atterrissage à côté de la Gakona, photo aérienne de 1938.

Son nom indien a été référencée en 1885 par le lieutenant Allen.